# Margalef
Margalef település Spanyolországban, Tarragona tartományban. Margalef Juncosa, Ulldemolins, La Morera de Montsant, Cabacés, La Bisbal de Montsant, Flix és Bellaguarda községekkel határos. Lakosainak száma 106 fő (2024).

## Népesség
A település népessége az elmúlt években az alábbi módon változott:
| Lakosok száma | 38   | 641  | 534  | 277  | 163  | 127  | 117  | 108  | 97   | 106  |
|               | 1717 | 1887 | 1936 | 1960 | 1986 | 2004 | 2009 | 2014 | 2019 | 2024 |